# Служебное оружие
Служебное оружие — это оружие (обычно огнестрельное), которое выдаётся уполномоченным штатным сотрудникам (работникам) государственных органов (прокуратура, лесная охрана, военизированная охрана, гидрометеорологическая служба …) и юридических лиц с особыми уставными задачами (государственная ведомственная охрана, фельдъегерская служба …), а также негосударственных организаций (частная охранная организация, служба авиационной безопасности аэропортов, негосударственная ведомственная охрана…) в целях исполнения правовых (служебных, трудовых) обязанностей, установленных национальным законодательством, и/или самообороны.
Конструктивно служебное оружие отличается от боевого оружия, которое выдается сотрудникам государственных военизированных организаций (по номенклатуре применяемых боеприпасов, останавливающему действию пули, ёмкости магазина и др.).

## Служебное оружие в Белоруссии
Согласно законодательству страны, служебное оружие — это оружие, предназначенное для использования работниками юридических лиц с особыми уставными задачами, которым разрешено ношение, хранение и применение указанного оружия, в целях самообороны или для исполнения возложенных на них обязанностей по защите жизни и здоровья граждан, собственности, по охране окружающей среды и природных ресурсов, ценных и опасных грузов, специальной корреспонденции, для выполнения возложенных на них государственно значимых задач, а также — должностными лицами государственных воинских формирований и военизированных организаций, таможенных органов и органов прокуратуры. Служебное оружие должно заряжаться стандартными боеприпасами, исключать ведение стрельбы очередями, иметь отличия от боевого по типоразмерам патронника, а также иметь ёмкость магазина (барабана) не более 10 патронов. Пули патронов к огнестрельному гладкоствольному и нарезному короткоствольному оружию не должны иметь сердечники из твёрдых материалов. Гражданам запрещается иметь в собственности служебное оружие, за исключением наградного. К служебному оружию относятся:
- пистолеты и револьверы калибром не более 9,3 мм:

- пистолет ИЖ-71, револьверы Р-92С, ДОГ-1 и РСЛ-1.

- длинноствольное гладкоствольное и нарезное оружие (ружья, карабины и винтовки с длиной ствола не менее 500 мм).
- сигнальное оружие[3]

## Служебное оружие в Болгарии
Согласно законодательству Республики Болгарии, служебное огнестрельное оружие («огнестрелните оръжия за служебни цели») — это пистолеты и револьверы с длиной ствола до 30 сантиметров и гладкоствольные ружья с длиной ствола до 51 сантиметра, которые разрешено применять для охраны собственности, самозащиты и иных разрешенных законом целей. Законодательство не устанавливает ограничений на калибр оружия, но ограничивает количество боеприпасов.

## Служебное оружие в Казахстане
Согласно законодательству Республики Казахстан, служебное оружие — это оружие, предназначенное для использования в целях обеспечения личной безопасности политическими государственными служащими, депутатами Парламента Республики Казахстан, прокурорами, а также организациями с особыми уставными задачами при осуществлении возложенных на них законодательством задач по защите жизни и здоровья граждан, собственности, по охране объектов окружающей среды и природных ресурсов, ценных и опасных грузов, специальной корреспонденции. Служебное оружие должно исключать ведение огня очередями. К служебному оружию относится:
- огнестрельное короткоствольное гладкоствольное и нарезное оружие (пистолеты и револьверы), перечень моделей которых утверждает правительство[6];
- длинноствольное гладкоствольное и нарезное оружие (ружья, карабины и винтовки с длиной ствола не менее 500 мм).
- также, охранники могут вооружаться гражданским огнестрельным бесствольным оружием с патронами травматического действия или сертифицированным электрическим оружием[7].

## Служебное оружие в Киргизии
Согласно законодательству Киргизии, служебное оружие — это оружие, предназначенное для использования должностными лицами государственных органов и работниками предприятий и организаций (юридических лиц с особыми уставными задачами), которым разрешено ношение, хранение и применение данного оружия в целях самообороны или для исполнения возложенных на них законом обязанностей по защите жизни и здоровья граждан, собственности, по охране природы и природных ресурсов, ценных и опасных грузов, специальной корреспонденции. Служебное оружие должно исключать ведение огня очередями, нарезное служебное оружие должно иметь отличия от боевого ручного стрелкового оружия по типам и размерам патрона, а от гражданского — по следообразованию на пуле и гильзе. Ёмкость магазина (барабана) служебного оружия должна быть не более 10 патронов. Патроны к служебному оружию должны соответствовать требованиям государственных стандартов Кыргызской Республики и не могут иметь пули с сердечником из твердых металлов. Установка на служебном оружии приспособлений для бесшумной стрельбы и прицелов (прицельных комплексов) ночного видения запрещается. К служебному оружию относится:
- огнестрельное короткоствольное гладкоствольное и нарезное оружие с дульной энергией не более 300 Дж (пистолеты и револьверы);
- длинноствольное гладкоствольное оружие (ружья с длиной ствола не менее 400 мм).

## Служебное оружие в Российской Федерации
Согласно российскому законодательству, служебное оружие — это оружие, предназначенное для использования сотрудниками государственных органов и работниками юридических лиц, которым законодательно разрешено ношение, хранение и применение этого оружия, в целях самообороны или для исполнения возложенных на них обязанностей по защите жизни и здоровья граждан, собственности, по охране природы и природных ресурсов, ценных и опасных грузов, специальной корреспонденции.
Служебное оружие не может вести огонь очередями. Ёмкость магазина служебного оружия не должна превышать 10 патронов. Кроме того, на служебное оружие запрещено устанавливать глушитель и прицелы ночного видения. Применять служебное оружие для охоты запрещено.
В настоящее время служебное оружие включает:
А) Служебное длинноствольное огнестрельное оружие (ружья):
- как правило, это полуавтоматические гладкоствольные карабины „Сайга“ и ВПО-205С „Вепрь“;

- также разрешено использование самозарядного ружья MP-153C;

- реже встречаются помповые ружья отечественного производства (MP-133C[13], „Бекас-М“)[14]

В период с 1992 г. до 01.03.2006 г. использовались также ружья иных систем, в том числе — иностранного производства (в интервью 2005 года начальник лицензионно-разрешительного управления Департамента охраны общественного порядка МВД России генерал-майор милиции Л. В. Веденов упомянул, что охранные предприятия использовали ружья „почти 80 моделей“).
Б) Служебное короткоствольное огнестрельное оружие (пистолеты и револьверы):
1. Револьвер Р-92С под патрон 9х18 мм (партия 1000 шт.)[18]
2. Револьвер Р-92КС под патрон 9х17 мм (незначительное количество, выпуск прекращён в 1996 г.)
3. Револьвер У-94С „Удар-С“ под патрон 12,3х22 мм (незначительное количество[19], выпуск прекращён)
4. Револьвер ОЦ-01С (ТКБ-0216С) под патрон 9×17 мм (с 1996 года, производство прекращено)
5. Револьвер РСЛ-1 под патрон 9х17 мм (с 1996 года, выпуск прекращён)
6. Револьвер «ДОГ-1» под патрон 12,5×35 мм (с 1996 года, выпуск прекращён)
7. Пистолет Макарова под патрон 9×18 мм (с 1996 года)
8. Пистолет П-96С под патрон 9×17 мм (с 1998 года, свыше 3500 шт., производство прекращено)
9. Пистолет ОЦ-21С под патрон 9х17 мм[20]
10. Пистолет-карабин ПКСК под патрон 9×18 мм (сертифицирован 18 февраля 1998 года)[21]

В) Служебное травматическое оружие:
1. учебно-тренировочный револьвер У-94ТС под патрон 12,3×40 мм (незначительное количество, выпуск прекращён)
2. травматический револьвер РС под патрон 10х23 мм Т;
3. травматический пистолет МР-471 под патрон 10×23 мм Т (с 2005 года)[22];
4. травматические пистолеты „Хорхе-С“ и „Хорхе-1С“ под патрон 9 мм Р.А. (с 2006 года[23]);
5. травматический пистолет-карабин ПСТ «Капрал» под патрон 10×23 мм Т
6. травматический пистолет Р226ТС ТК-Pro под патрон 10×28 мм Т (с марта 2016 года)[24]

## Служебное оружие на Украине
В украинском законодательстве содержится понятие «служебно-штатное оружие» («службово-штатна зброя»).
По состоянию на июль 1998 года, сотрудники частных охранных структур вооружались газовыми или пневматическими пистолетами и газовыми баллончиками.
18 октября 2012 года на Украине вступил в силу закон «Об охранной деятельности», который разрешил работникам частных охранных фирм использовать травматическое оружие и спецсредства (слезоточивый газ, резиновые палки и наручники). В феврале 2013 года сотрудникам частных охранных структур разрешили использовать газовые пистолеты и револьверы калибров 6, 8 и 9 мм